# کوسیتسینو
کوسیتسینو (به لاتین: Kositsino) یک منطقهٔ مسکونی در روسیه است که در استان آمور واقع شده‌است.